# Argentina e as armas de destruição em massa
Argentina tem uma história com o desenvolvimento de armas de destruição em massa. De acordo com o Processo de Reorganização Nacional, Argentina iniciou um programa de armas nucleares no início de 1980, e foi extinta quando a democracia foi restaurada em 1983.

## Sistema de mísseis
Durante a década de 80, foram desenvolvidos os dois mísseis Alacrán e Cóndor 2. O Cóndor 2, com um alcance de cerca de 1.000 km, teria sido desfeito durante a administração de Menem sob pressão do governo dos Estados Unidos. O estado atual do Alacrán permanece desconhecido.

## Armas químicas

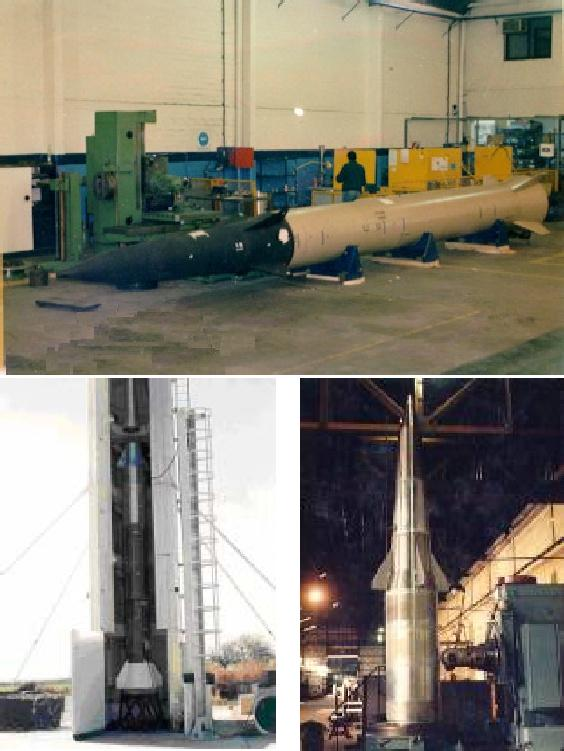
Armas de destruição em massa da Argentinas

Argentina aderiu ao Protocolo de Genebra em 12 de maio de 1969, tem sido ativo nos esforços de não proliferação, ratificou a Convenção sobre as Armas Biológicas em 1979 e da Convenção de Armas Químicas em 2 de outubro de 1995.
Em setembro de 1991, a Argentina, juntamente com o Brasil e o Chile, assinaram a Declaração de Mendoza, o que compromete os signatários a não usar, desenvolver, produzir, adquirir, estoque, ou de transferência direta ou indiretamente, de armas químicas ou biológicas.

## Armas nucleares
Argentina realizou um programa de pesquisa de armas nucleares durante o regime do Processo de Reorganização Nacional. Oficiais do governo no momento confirmado, em novembro de 1983, que a pesquisa realizada em reator de pesquisa do Instituto Balseiro tinha rendido a capacidade de enriquecimento de urânio para armas. O programa foi abandonado, no entanto, logo após o retorno da democracia, em 10 de dezembro de 1983. Em 1991, os parlamentos da Argentina e do Brasil ratificaram um acordo bilateral de inspeção que criaram a Agência Brasileiro-Argentina de Contabilidade e Controle de Materiais Nucleares (ABACC) para verificar as promessas de ambos os países para usar a energia nuclear apenas para fins pacíficos. Em 10 de fevereiro de 1995, a Argentina aderiu ao Tratado de Não Proliferação Nuclear como um Estado sem armas nucleares. Argentina continua a usar a energia nuclear em funções não militares, e é conhecido como um exportador de tecnologia nuclear de uso civil.
Em 2010, o governo anunciou que iria começar a trabalhar na criação de um submarino nuclear. Esses tipos de submarinos só usam energia atômica para a propulsão. O anúncio foi muito criticado por políticos dos partidos de oposição.
De acordo com os três decretos presidenciais de 1960, 1962 e 1963, a Argentina forneceu cerca de 90 toneladas de yellowcake (óxido de urânio) para Israel para abastecer o reator de Dimona, criando o material físsil para primeiras armas nucleares de Israel.